# ورزشگاه عجمان
ورزشگاه شیخ رشید بن سعید که با نام ورزشگاه عجمان (انگلیسی: Ajman Stadium) نیز شناخته می‌شود یک ورزشگاه فوتبال در عجمان، امارات متحده عربی است. این مکان ورزشگاه خانگی باشگاه فوتبال عجمان امارات است و ظرفیت آن بیش از ۵۵۰۰ نفر است.